# جینا لواندوفسکی
جینا لواندوفسکی (انگلیسی: Gina Lewandowski؛ زادهٔ ۱۳ آوریل ۱۹۸۵) بازیکن فوتبال اهل ایالات متحده آمریکا است.
از باشگاه‌هایی که در آن بازی کرده‌است می‌توان به باشگاه فوتبال زنان بایرن مونیخ، اسکای بلو اف‌سی، باشگاه فوتبال آینتراخت فرانکفورت (زنان)، و وسترن نیویورک فلش اشاره کرد.
وی همچنین در تیم ملی فوتبال زنان ایالات متحده آمریکا بازی کرده‌است.